# Acroceuthes
Acroceuthes Meyrick, 1881 è un genere di lepidottero appartenente alla famiglia Tortricidae, endemico dell'Australia.

## Tassonomia

### Sinonimi
È stato riportato un solo sinonimo:
- Axioprepes Turner, 1945 - Trans. roy. Soc. S. Aust. 69: 51 - specie tipo: Axioprepes leucozancla Turner, 1945 - Trans. R. Soc. S. Aust. 69: 51

### Specie
Questo genere comprende due sole specie:
- Acroceuthes leucozancla (Turner, 1945) - Trans. R. Soc. S. Austral. 69: 51 (Queensland, Australia)
- Acroceuthes metaxanthana (Walker, 1863) - List Specimens lepid. Insects Colln. Br. Mus. 28: 315 - (Australia; specie tipo)